# Arnego (Rodeiro)
Arnego (oficialmente Santiago de Arnego) es una parroquia española del municipio de Rodeiro, perteneciente a la provincia de Pontevedra, en la comunidad autónoma de Galicia.

## Historia
Hacia mediados del siglo XIX, la parroquia, ya por entonces perteneciente a Rodeiro, tenía contabilizada una población de 324 habitantes. Aparece descrita en el segundo volumen del Diccionario geográfico-estadístico-histórico de España y sus posesiones de Ultramar de Pascual Madoz con las siguientes palabras:

ARNEGO (Santiago de): felig. en la prov. de Pontevedra, (11 leg.), dióc. de Lugo (9), part. jud. de Lalin (2), y ayunt. de Rodeiro (1/2): sit. á la márg. der. y cerca del nacimiento del r. Arnego entre las elevadas sierras del Faro y la Mamoa, donde la baten principalmente los vientos del S. y O., con clima poco sano, propenso á fiebres, dolores de costado y reumáticos, que generalmente se atribuyen á los escesivos frios: tiene 56 casas de mediana construccion y comodidad interior, repartidas en las ald. de Cesar de Seta, Curraño, Jarán Mouripas, Padin y Toinz. La igl. parr. (Santiago), es aneja del de San Estéban de Carboentes y servida por 1 teniente de cura. El térm. confina por N. con el de Carboentes, por E. con el de Asperielo, y por S. y O. con el de Rodeiro y las susodichas montañas y desfiladeros de Pallotas y Paboadura. El terreno es elevado y escabroso: brotan en él varias fuentes de esquisitas aguas, que con las de distintos pozos abiertos en diferentes puntos, aprovechan los hab. para sus necesidades domésticas, abrevadero de ganado y otros usos de agricultura; en lo inculto hay abundancia de pinos, robles y matorrales con escelentes pastos: en las tierras de labor se hallan algunos trozos que se riegan en cuanto permite la desigualdad del terreno, con el sobrante de dichas aguas y las que descienden de las alturas en tiempo lluvioso. Los caminos locales y malos; y el correo se recibe de la estafeta de Gesta: prod. trigo, centeno, avena, maiz, lino, legumbres, patatas, hortaliza y algunas frutas: cria ganado vacuno, de cerda, lanar y cabrío; hay caza mayor y menor: pobl. 60 vec., 324 alm.: contr. con su ayunt. (V.).
(Madoz, 1845, p. 587)

En 2023, tenía empadronados 110 habitantes.